# Errol (Nuevo Hampshire)
Errol es un pueblo ubicado en el condado de Coös en el estado estadounidense de Nuevo Hampshire. En el Censo de 2010 tenía una población de 291 habitantes y una densidad poblacional de 1,61 personas por km².

## Geografía
Errol se encuentra ubicado en las coordenadas 44°45′30″N 71°6′32″O / 44.75833, -71.10889. Según la Oficina del Censo de los Estados Unidos, Errol tiene una superficie total de 180.66 km², de la cual 157.04 km² corresponden a tierra firme y (13.07%) 23.62 km² es agua.

## Demografía
Según el censo de 2010, había 291 personas residiendo en Errol. La densidad de población era de 1,61 hab./km². De los 291 habitantes, Errol estaba compuesto por el 94.85% blancos, el 2.41% eran afroamericanos, el 0.34% eran amerindios, el 0% eran asiáticos, el 0% eran isleños del Pacífico, el 0% eran de otras razas y el 2.41% pertenecían a dos o más razas. Del total de la población el 1.37% eran hispanos o latinos de cualquier raza.